# Европско првенство у атлетици за млађе сениоре 2015 — 1.500 метара за жене
Такмичење у трчању на 1.500 метара у женској конкуренцији на 10. Европском првенству у атлетици за млађе сениоре 2015. у Талину одржано је 12. јула 2015. на стадиону Кадриорг.
Титулу освојену у Тампереу 2013, одбранила је Амела Терзић из Србије.

## Земље учеснице
Учествовало је 13 такмичарки из 11 земаља.
1. Белорусија (1)
2. Италија (1)
3. Немачка (1)
4. Пољска (1)
5. Португалија (1)
6. Русија (2)
7. Србија (1)
8. Уједињено Краљевство (2)
9. Украјина (1)
10. Швајцарска (1)
11. Шпанија (1)

## Освајачи медаља
|                     |                     |                            |
| Амела Терзић Србија | Софија Енуји Пољска | Наталија Пришчепа Украјина |

## Сатница
| Датум   | Време | Коло   |
| ------- | ----- | ------ |
| 12. јул | 16:50 | Финале |

Времена су дата према локалном времену UTC+1.

## Рекорди
| Рекорди пре почетка Европског првенства 2015.     | Рекорди пре почетка Европског првенства 2015. | Рекорди пре почетка Европског првенства 2015. | Рекорди пре почетка Европског првенства 2015. | Рекорди пре почетка Европског првенства 2015. | Рекорди пре почетка Европског првенства 2015. |
| Рекорди                                           | Атлетичарка                                   | Земља                                         | Време                                         | Место                                         | Датум                                         |
| ------------------------------------------------- | --------------------------------------------- | --------------------------------------------- | --------------------------------------------- | --------------------------------------------- | --------------------------------------------- |
| Европски рекорд У-23                              | Сифан Хасан                                   | Холандија                                     | 3:57,00                                       | Париз, Француска                              | 5. јул 2014.                                  |
| Рекорди европских првенстава У-23                 | Амела Терзић                                  | Србија                                        | 4:05,69                                       | Тампере, Финска                               | 14. јул 2013.                                 |
| Најбољи европски резултат сезоне У-23             | Сифан Хасан                                   | Холандија                                     | 3:59,68                                       | Рим, Италија                                  | 4. јун 2015.                                  |
|                                                   |                                               |                                               |                                               |                                               |                                               |
| Рекорди после завршетка Европског првенства 2015. |                                               |                                               |                                               |                                               |                                               |
| Рекорди европских првенстава У-23                 | Амела Терзић                                  | Србија                                        | 4:04,77                                       | Талин, Естонија                               | 12. јул 2015.                                 |

### Најбољи европски резултати у 2015. години
Десет најбољих атлетичарки у трци на 1.500 метара 2015. године до почетка првенства (9. јул 2015), имале су следећи пласман на европској ранг листи.
| 1.  | Сифан Хасан,        | Холандија        | 3:59,68 | 4. јун    |
| 2.  | Лора Мјур,          | Велика Британија | 4:00,39 | 11. јун   |
| 3.  | Софија Енуји,       | Пољска           | 4:04,97 | 4. јун    |
| 4.  | Анастасија Калина,  | Русија           | 4:07,37 | 28. мај   |
| 5.  | Екатерина Соколова, | Русија           | 4:09,15 | 28. мај   |
| 6.  | Rhianwedd Price,    | Велика Британија | 4:09,56 | 13. јун   |
| 7.  | Џесика Џуд,         | Велика Британија | 4:09,56 | 28. јун   |
| 8.  | Мелиса Кортни,      | Велика Британија | 4:09,74 | 28. јун   |
| 9.  | Амела Терзић,       | Србија           | 4:10,18 | 23. мај   |
| 10. | Хана Клејн,         | Немачка          | 4:12,11 | 25. април |

Такмичарке чија су имена подебљана учествовале су на ЕП.

## Резултати

### Финале
Такмичење је одржано 12. јула 2015. године у 16:50
| Место | Атлетичарка         | Земља                | ЛР      | ЛРС     | Резултат | Белешка     |
| ----- | ------------------- | -------------------- | ------- | ------- | -------- | ----------- |
|       | Амела Терзић        | Србија               | 4:05,69 | 4:10,18 | 4:04,77  | РЕП, НР, ЛР |
|       | Софија Енуји        | Пољска               | 4:04,97 | 4:04,97 | 4:04,90  | ЛР          |
|       | Наталија Пришчепа   | Украјина             | 4:08,89 | 4:17,57 | 4:06,29  | ЛР          |
| 4.    | Rhianwedd Price     | Уједињено Краљевство | 4:09,56 | 4:09,56 | 4:10,25  |             |
| 5.    | Анастасија Калина   | Русија               | 4:07,37 | 4:07,37 | 4:10,64  |             |
| 6.    | Марта Пен           | Португалија          | 4:13,17 | 4:13,17 | 4:10,98  | ЛР          |
| 7.    | Марта Перез         | Шпанија              | 4:15,25 | 4:15,25 | 4:14,21  | ЛР          |
| 8.    | Хана Клејн          | Немачка              | 4:12,11 | 4:12,11 | 4:16,01  |             |
| 9.    | Екатерина Соколова  | Русија               | 4:09,15 | 4:09,15 | 4:16,18  |             |
| 10.   | Мелиса Кортни       | Уједињено Краљевство | 4:09,74 | 4:09,74 | 4:17,49  |             |
| 11.   | Моли Ренфер         | Швајцарска           | 4:18,25 | 4:18,25 | 4:18,36  |             |
| 12.   | Викторија Јарашевич | Белорусија           | 4:14,51 | 4:14,51 | 4:22,89  |             |
| 13.   | Ђулија Априле       | Италија              | 4:18,54 | 4:18,54 | 4:35,46  |             |

### Пролазна времена
| Дистанца | Атлетичарка       | Држава | Време   |
| -------- | ----------------- | ------ | ------- |
| 400 м    | Анастасија Калина | Русија | 1:05,80 |
| 800 м    | Анастасија Калина | Русија | 2:14,11 |
| 1.200 м  | Амела Терзић      | Србија | 3:18,95 |